# Joseph Lortz

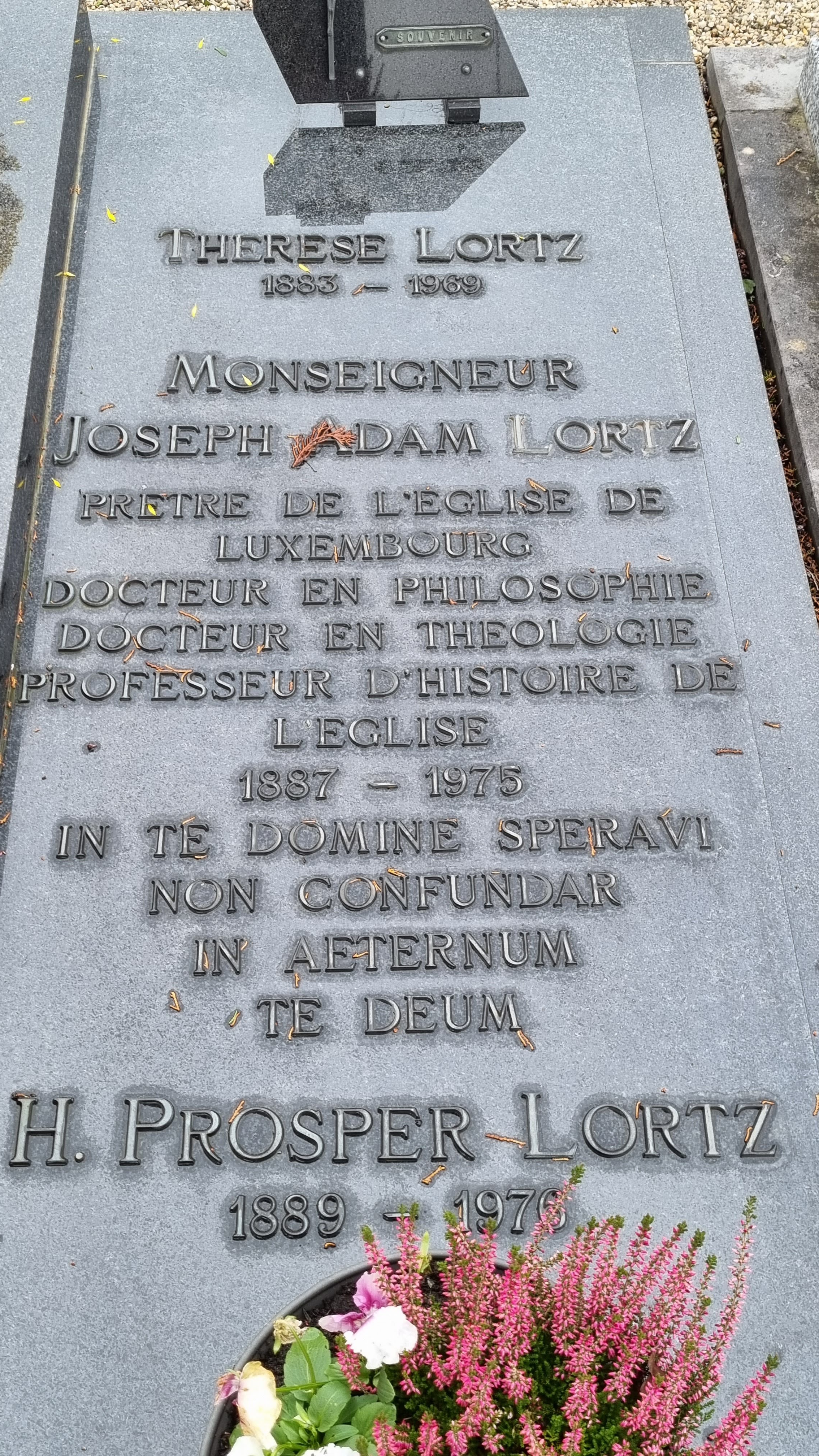
Grób Josepha Lortza w Luksemburgu

Joseph Adam Lortz (ur. 13 grudnia 1887 w Grevenmacher, zm. 21 lutego 1975 w Luksemburgu) – rzymskokatolicki historyk Kościoła, w latach 1929–1935 profesor zwyczajny Państwowej Akademii w Braniewie, następnie na uniwersytetach w Münster i w Moguncji.

## Życiorys
Joseph Lortz studiował filozofię i teologię od 1907 do 1911 roku w Rzymie i w latach 1911–1913 na Uniwersytecie we Fryburgu w Szwajcarii. W 1913 roku otrzymał święcenia kapłańskie w katedrze Notre Dame w Luksemburgu. Od 1913 do 1923 mieszkał w Bonn, gdzie miał wpływ na działalność takich historyków Kościoła jak: Heinrich Schrörs, Joseph Greving i Albert Ehrhard. W 1917 roku został sekretarzem naukowym wydawnictwa Corpus Catholicorum.
W 1920 roku na Uniwersytecie w Bonn obronił pracę doktorską, w 1923 roku uzyskał habilitację na Uniwersytecie w Würzburgu. Następnie pracował jako privatdozent. Równolegle był w Würzburgu duszpasterzem akademickim. W 1929 roku otrzymał nominację na stanowisko profesora w Państwowej Akademii w Braniewie (Liceum Hosianum) w Prusach Wschodnich. Po zdobyciu władzy przez narodowych socjalistów w 1933 roku opublikował traktat Katholischer Zugang zum Nationalsozialismus, który w zasadniczych kwestiach popierał ideologię nazistowską. W 1935 przeniósł się na Westfalski Uniwersytet Wilhelma w Münster (Westfälische Wilhelms-Universität Münster) na katedrę ogólnej historii Kościoła ze szczególnym uwzględnieniem historii misjonarstwa. Joseph Lortz był członkiem NSDAP, w 1938 roku wystąpił z partii.
W okresie powojennym wykładał od 1950 do śmierci w 1975 roku na Uniwersytecie w Moguncji, był także dyrektorem Instytutu Historii Europejskiej w Moguncji w dziale historii religii zachodnioeuropejskiej.
Joseph Lortz napisał wiele prac na temat Kościoła rzymskokatolickiego i reformacji. Najbardziej znaną pracą była: Reformacja w Niemczech (Die Reformation in Deutschland).
Wśród znanych uczniów Lortza można wymienić takie osoby jak: Erwin Iserloh, Armin Lindauer, Peter Manns, Karl Pellens, Alex Schröer.

## Wyróżnienia
Na swoje 80. urodziny Joseph Lortz otrzymał od papieża Pawła VI, w uznaniu jego zasług dla dialogu pomiędzy dwoma największymi odłamami chrześcijaństwa, godność prałata.